# Großmeinfeld

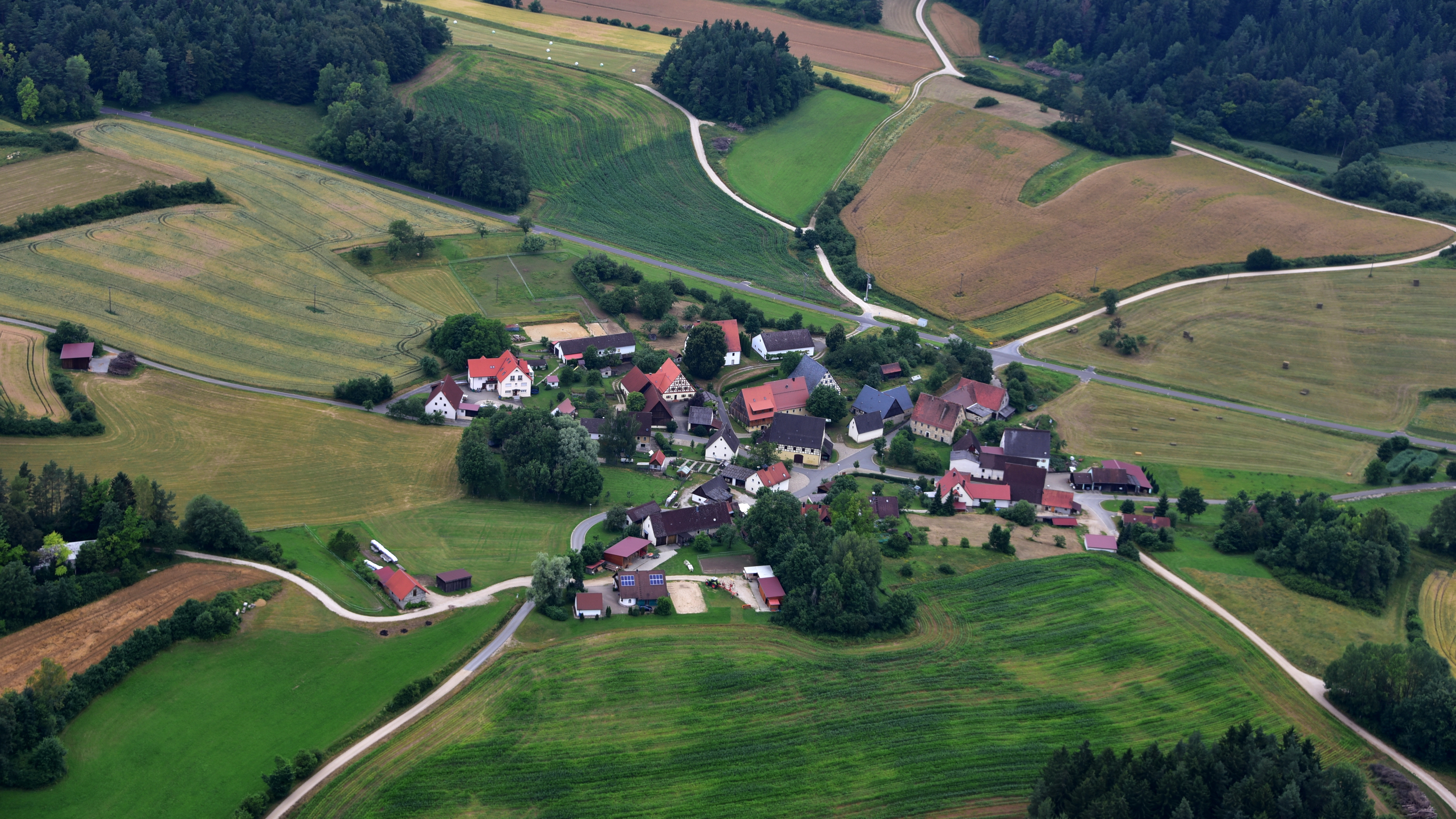
Grossmeinfeld, Luftaufnahme (2016)

Großmeinfeld ist ein Gemeindeteil der Gemeinde Hartenstein im Landkreis Nürnberger Land (Mittelfranken, Bayern). Großmeinfeld liegt in der Gemarkung Grünreuth.

## Lage
Das Dorf Großmeinfeld liegt etwa 2,1 Kilometer südlich von Hartenstein an der Verbindungsstraße von Artelshofen nach Unterachtel. Von dieser Straße führt eine weitere in den Ortskern.

## Wirtschaft und Gewerbe
In Großmeinfeld gibt es einige Handwerksbetriebe und Bauernhöfe.

## Baudenkmäler
- Häuser, die als Baudenkmäler ausgewiesen sind.

## Sehenswertes in der Natur
- Schlangenfichte von Großmeinfeld.
- Höhle Windloch.